# Willy Strehl

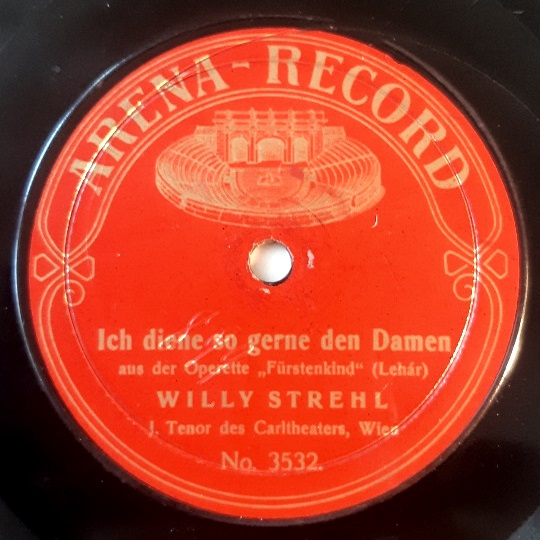
Schallplatte von Willy Strehl (Wien 1909)

Willy Strehl, auch Willi Strehl, eigentlich Wilhelm Strehl (* 28. Mai 1881 in Pașcani; † 24. Februar 1941) war ein österreichischer Operettensänger (Tenor) und Schauspieler.

## Leben
Strehl wirkte zu Beginn des 20. Jahrhunderts als Schauspieler und Operettensänger in Wien. Nachgewiesen sind insbesondere Engagements am Wiener Carltheater und am Wiener Johann Strauß-Theater. Als Gast sang er auch am Stadttheater Frankfurt am Main. Strehl wirkte in mehreren bedeutenden Wiener Uraufführungen von zur damaligen Zeit sehr erfolgreichen Operetten von verschiedenen Komponisten der „Silbernen Operetten-Ära“ mit. Porträts, Ansichtskarten und Theaterfotografien zeigen Strehl als hochgewachsenen, schlanken, dunkelhaarigen Mann; er verkörperte den Rollentypus des Operetten-Bonvivants. Strehl soll die Auszeichnung „Kammersänger“ erhalten haben.
Am 8. Jänner 1910 sang er am Wiener Carltheater die Partie des Spielmanns Józsi in der Uraufführung der Operette Zigeunerliebe; seine Partner waren u. a. Grete Holm (Zorika), Max Rohr (Jonel), Mizzi Zwerenz (Ilona) und Hubert Marischka (Kajetan). Im Februar 1910 entstanden mehrere Tonaufnahmen aus der Operette unter Leitung des Komponisten Franz Lehár, bei denen Strehl auch das Auftrittslied des Józsi „Ich bin ein Zigeunerkind“ aufnahm.

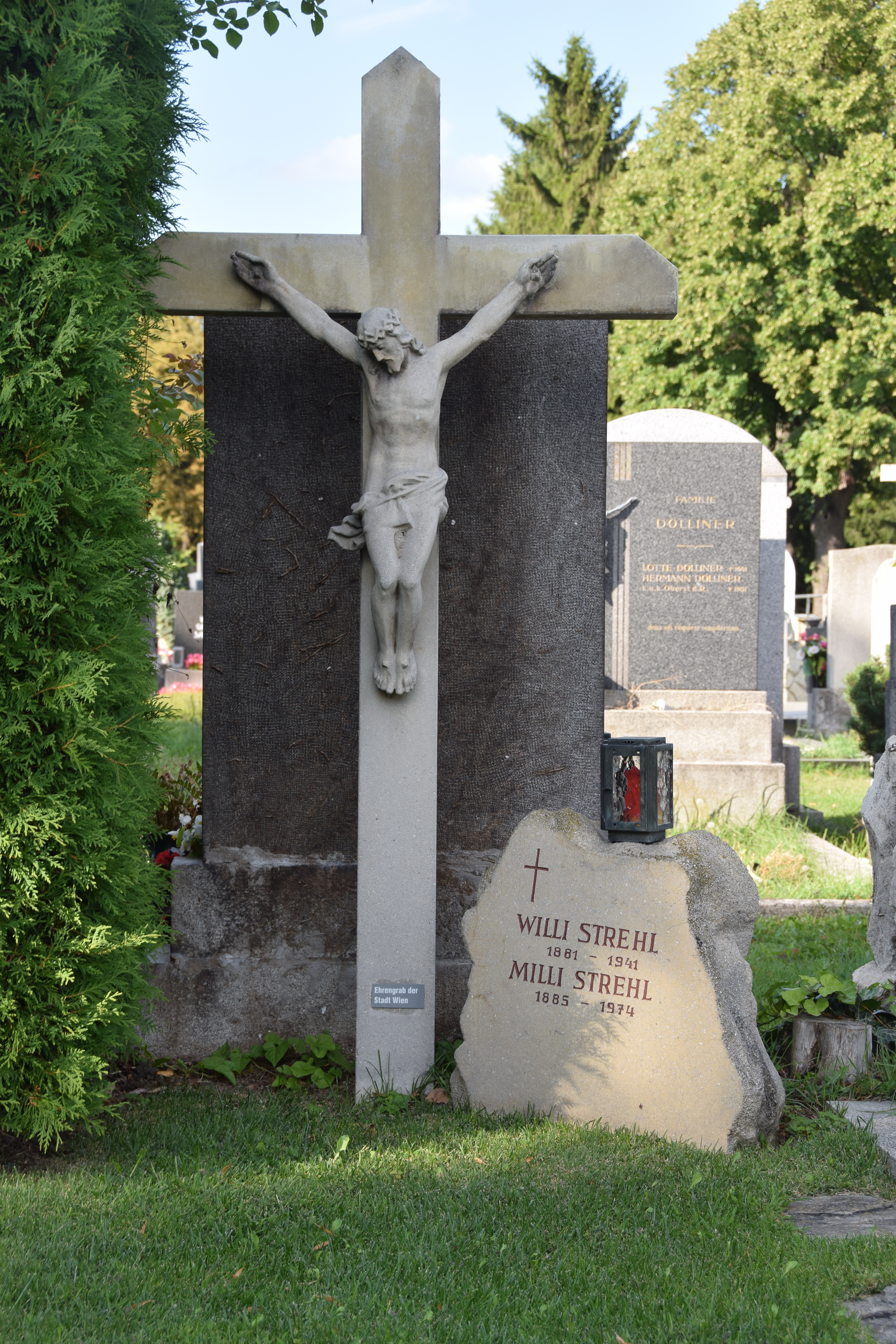
Grabstätte von Willi Strehl

Am 11. Oktober 1912 wirkte er am Wiener Johann-Strauß-Theater in der denkwürdigen Uraufführung der Operette Der Zigeunerprimas von Emmerich Kálmán mit. Er sang, an der Seite von Alexander Girardi (Racz Pali) und Grete Holm (Sari), die Tenor-Rolle des Laczi, den Sohn des alten Zigeunerprimas Racz Pali. Im November 1913 nahm Strehl für die Deutsche Grammophon Aktien-Gesellschaft auch Tonaufnahmen mit Ausschnitten aus der Operette Der Zigeunerprimas auf; er sang zwei Duette ein, in denen die Uraufführungsdarstellerin Grete Holm seine Partnerin war.
Am 27. Februar 1914 gehörte er am Johann-Strauß-Theater zur Uraufführungsbesetzung der Operette Das dumme Herz von Carl Michael Ziehrer.
Zu seinen Bühnenrollen am Wiener Carltheater gehörte auch der Leutnant René in der Operette Die keusche Susanne mit Mizzi Zwerenz in der Titelpartie.
Nach dem Ersten Weltkrieg ist Strehls Mitwirkung in einigen Stummfilmen dokumentiert. Seine Auftritte liegen schwerpunktmäßig in den Jahren 1918–1920. Die Filmdatenbank Internet Movie Database verzeichnet Strehls Mitwirkung in einem einzigen österreichischen Tonfilm Der Musikant von Eisenstadt (1934), in welchem er Hadyns Kammerdiener spielte. Der Film wurde im Sommer 1932 in Eisenstadt und Rust gedreht; er gilt heute als verschollen.
Tondokumente von Willy Strehl sind auch aus den Operetten und Opern Die geschiedene Frau von Leo Fall (Aufnahme 1908; Duett „Kind, du kannst tanzen“ mit Mizzi Jezel als Partnerin) und Hoffmanns Erzählungen (Aufnahme 1910; Barcarole „Schöne Nacht, du Liebesnacht“ mit Amalia Carneri als Partneri) erhalten.
Er ist auf dem Hietzinger Friedhof in Wien beerdigt.

## Filmografie
- 1918: Wenn Gräber sich öffnen
- 1919: Das Nachttelegramm
- 1919: Verschlungene Wege[8]
- 1920: Verlorene Töchter, 3. Teil – Die Menschen nennen es Liebe
- 1920: Herrin ihrer Tat
- 1920: Das Kußverbot
- 1920: Mord… die Tragödie des Hauses Garrick
- 1920: Die Erbschaft der Inge Stanhope
- 1933: Der Musikant von Eisenstadt